# Први петогодишњи план у Југославији
Први петогодишњи план у Југославији (петолетка) је направљен по узору на сличне планове у Совјетском Савезу. Законом о планирању, из 1946, одређена је Савезна планска комисија (директно одговорна савезној влади) за припремање планова, и наредне године донет је и први петогодишњи, врло амбициозан, план, који је покренут у априлу 1947. године с циљем да се убрза послератна обнова и индустријализација земље. Идејни творац плана био је Андрија Хебранг. Након смењивања Хебранга са свих функција, провођење плана преузео је Борис Кидрич. Просечна улагања по години током овог плана требало је да буду 70 милијарди тадашњих динара. План је завршен 1951. године.

## Историјат
Након завршетка рата, у Југославији је покренута обнова земље, међу осталим и преко Омладинских радних акција. Већ крајем 1945. обновљени су многи порушени мостови и остали саобраћајни објекти, све железничке пруге и друмови оспособљени за саобраћај. Године 1946, с виљем убрзања обнове, органи савезне владе су израдили план обнове и створили посебне фондове за обнову. У тој години су, поред бројних локалних радних акција, омладинске радне бригаде изградиле железничку пругу Брчко–Бановићи у дужини од 92 километра.
Након што су основни услови послератне обнове била углавном испуњени, а југословенска индустрија била углавном застарела са снажним елементима занатске производње, Комунистичка партија Југославије је као основни циљ првог петогодишњег плана поставила извлачење земље из привредне и културне заосталости да би се створиле неопходне основе за бржи развитак нових друштвених односа. Као темељ реализације ових циља постављени су индустријализација и електрификација земље.
Године 1947. започело је провођење Првог петогодишњег плана, за чијег је трајања у изградњи било око 200 великих предузећа, фабрика и електричних централа. Током плана су били завршени или су били у завршној фази следећи велики привредни објекти: жељезаре у Зеници и Сиску, фабрика алатних машина „Иво Лола Рибар“ у Железнику код Београда, „Литострој“ у Љубљани, „Првомајска“ и „Раде Кончар“ у Загребу, „Ђуро Ђаковић“ у Славонском Броду, фабрика каблова у Светозареву (данас Јагодина), хидроцентрале Јабланица, Међувршје, Власина, Мосте, Зворник, Маврово, Винодол и остале.
За време петогодишњег плана провођене су и опсежне добровољне радне акције. У току 1947. године, бригаде су саградиле железничку пругу Шамац–Сарајево у дужини од 242 км. Осим омладине из свих крајева Југославије, у овој акцији је учествовало око 6.000 младих људи из многих европских и ваневропских земаља. Радне бригаде су учествовале и у изградњи железничке пруге Никшић–Титоград (данас Подгорица), фабрике „Иво Лола Рибар“ у Београду и многе друге објекте.
Осим изградње прометница и великих фабрика, радило се и на школовању нових радника, провођене су кампање описмењавања, подигнуте бројне основне и средње школе, саграђене нове болнице и друге здравствене установе, проширени постојећи универзитети и основани нови факултети у више републичких центара Југославије. Народни одбор Београда донео је на седници од 25. и 26. децембра 1947. године Одлуку о петогодишњем плану развитка града Београда у годинама 1947-1951. План је био у оквиру савезног и републичког плана развитка главног града. Обновом и изградњом нових станова очекивано је да се стамбени фонд повећа за 30% у однос уна 1946. годину. Предвиђене инвстиције за "стари" Београд у првој петолеци износиле су 8. 357 милиона динара, а за "нови" Београд 4. 500 милиона динара. Овај план је такође предвиђао да број становника у новом делу Београда у наредних 20 година буде 250.000. У Одлуци Народног одбора Београда о Петогодишњем плану развитку стојало је да ће неписменост бити искорењена до 1951. године. Предвиђено је и улагање у комуналне услуге, саобраћај и индустрију.

## Прекид провођења плана
Услед објављивања Резолуције Информбироа, те постепеног ускраћивања економске помоћи Совјетског Савеза Југославији, петогодишњи план је завршен 1951. године. Југословенска влада је ускоро напустила совјетски тип социјалистичке економије и 1952. године усвојила радничко самоуправљање.